# Lima Challenger 2025
Il Lima Challenger 2025 è stato un torneo maschile di tennis professionistico. È stata la 28ª edizione del torneo, facente parte della categoria Challenger 50 nell'ambito dell'ATP Challenger Tour 2025, con un montepremi di 60 000 $. Si è giocato dal 23 al 28 giugno 2025 sui campi in terra rossa del Centro Promotor de Tenis de Miraflores di Lima, in Perù.

## Partecipanti

### Teste di serie
| Nazionalità | Giocatore                    | Ranking* | Testa di serie |
| ----------- | ---------------------------- | -------- | -------------- |
| Colombia    | Nicolás Mejía                | 245      | 1              |
| Brasile     | João Lucas Reis da Silva     | 266      | 2              |
| Argentina   | Lautaro Midón                | 285      | 3              |
| Brasile     | Matheus Pucinelli de Almeida | 286      | 4              |
| Argentina   | Genaro Alberto Olivieri      | 290      | 5              |
| Argentina   | Juan Bautista Torres         | 302      | 6              |
| Argentina   | Renzo Olivo                  | 306      | 7              |
| Perù        | Gonzalo Bueno                | 310      | 8              |

* Ranking al 16 giugno 2025.

### Altri partecipanti
I seguenti giocatori hanno ricevuto una wild card per il tabellone principale:
- Nicolás Baena
- Conner Huertas del Pino
- Christopher Li

Il seguente giocatore è entrato in tabellone con il ranking protetto:
- Blaise Bicknell

I seguenti giocatori sono entrati in tabellone come alternate:
- Peter Bertran
- Álex Hernández

I seguenti giocatori sono passati dalle qualificazioni:
- John Sperle
- Dali Blanch
- Pedro Rodrigues
- Miguel Tobón
- Johan Alexander Rodríguez
- Bruno Kuzuhara

## Punti e montepremi
| Torneo    | Torneo              | V     | F     | SF    | QF    | 2T  | 1T  | Q | Q2  | Q1  |
| Singolare | Punti               | 50    | 25    | 14    | 8     | 4   | 0   | 3 | 1   | 0   |
| Singolare | Premi in denaro ($) | 5,500 | 3,260 | 1,900 | 1,120 | 660 | 395 | – | 215 | 125 |
| Doppio    | Punti               | 50    | 25    | 14    | 8     | –   | 0   | – | –   | –   |
| Doppio    | Premi in denaro ($) | 2,130 | 1,250 | 745   | 435   | –   | 245 | – | –   | –   |

## Campioni

### Singolare
Juan Carlos Prado Ángelo ha sconfitto in finale  Gonzalo Bueno con il punteggio di 6–4, 7–5.

### Doppio
Boris Arias /  Federico Zeballos hanno sconfitto in finale  Sekou Bangoura /  Roy Stepanov con il punteggio di 6–2, 1–6, [12–10].